# Volleyball Nations League 2024 (damer)
Volleyball Nations League 2024 utspelade sig mellan 14 maj och 23 juni 2023. Det var den sjätte upplagan av turneringen, som organiseras av FIVB, och sexton damlandslag deltog. Italien vann tävlingen för andra gången genom att besegra Japan i finalen. Paola Egonu, Italien, utsågs till mest värdefulla spelare och Melissa Vargas, Turkiet, Polen, var främsta poängvinnare med 293 poäng.

## Regelverk

### Format
Lagen delades in i två kategorier, "kärnlag" och "utmanarlag". De förra kan inte åka ur serien till skillnad från de senare, som omfattade  Bulgarien, Kanada, Frankrike, Dominikanska republiken och Polen. De spelade dock gemensamt i samma serie utan några andra skillnader.
Tävlingen bestod av ett gruppspel samt cupspel.
- I gruppspelet möte alla lag tolv av de andra lagen.
- De sju första i serien samt arrangörslandets landslag gick vidare till slutspel som spelades i cupformat där varje möte avgjordes med en direkt avgörande match.[3].

### Metod för att bestämma tabellplacering
Om slutresultatet blev 3-0 eller 3-1 tilldelades 3 poäng till det vinnande laget och 0 till det förlorande laget, om slutresultatet blev 3-2 tilldelades 2 poäng till det vinnande laget och 1 till det förlorande laget.
Lagens position i respektive grupp bestämdes utifrån (i tur och ordning):
- Antal vunna matcher
- Poäng;
- Kvot vunna/förlorade set
- Kvot vunna/förlorade bollpoäng;
- Inbördes möten.

## Deltagande lag
Genom sin vinst i Volleyball Challenger Cup 2023 kvalificerade sig Frankrike för spel i tävlingen för första gången.
| Lag                     | Deltog senast                  |
| ----------------------- | ------------------------------ |
| Brasilien               | Volleyball Nations League 2023 |
| Bulgarien               | Volleyball Nations League 2023 |
| Kanada                  | Volleyball Nations League 2023 |
| Kina                    | Volleyball Nations League 2023 |
| Sydkorea                | Volleyball Nations League 2023 |
| Frankrike               | Debut                          |
| Tyskland                | Volleyball Nations League 2023 |
| Japan                   | Volleyball Nations League 2023 |
| Italien                 | Volleyball Nations League 2023 |
| Nederländerna           | Volleyball Nations League 2023 |
| Polen                   | Volleyball Nations League 2023 |
| Dominikanska republiken | Volleyball Nations League 2023 |
| Serbien                 | Volleyball Nations League 2023 |
| USA                     | Volleyball Nations League 2023 |
| Thailand                | Volleyball Nations League 2023 |
| Turkiet                 | Volleyball Nations League 2023 |

## Turneringen

### Gruppspel

#### Första veckan

##### Grupp 1
| 14 maj 2024 Antalya Spor Salonu, Antalya Speltid: 1:16 - Åskådare: 2 244  | Bulgarien     | 0 - 3 | Nederländerna | 14-25, 20-25, 22-25               |
| 14 maj 2024 Antalya Spor Salonu, Antalya Speltid: 1:21 - Åskådare: 4 050  | Italien       | 0 - 3 | Polen         | 26-28, 23-25, 21-25               |
| 15 maj 2024 Antalya Spor Salonu, Antalya Speltid: 1:05 - Åskådare: 1 740  | Frankrike     | 0 - 3 | Tyskland      | 22-25, 14-25, 22-25               |
| 15 maj 2024 Antalya Spor Salonu, Antalya Speltid: 2:04 - Åskådare: 9 745  | Japan         | 3 - 2 | Turkiet       | 25-23, 25-21, 23-25, 20-25, 15-11 |
| 16 maj 2024 Antalya Spor Salonu, Antalya Speltid: 1:35 - Åskådare: 1 005  | Tyskland      | 1 - 3 | Italien       | 16-25, 16-25, 25-21, 22-25        |
| 16 maj 2024 Antalya Spor Salonu, Antalya Speltid: 1:05 - Åskådare: 1 370  | Bulgarien     | 0 - 3 | Japan         | 13-25, 15-25, 15-25               |
| 16 maj 2024 Antalya Spor Salonu, Antalya Speltid: 1:42 - Åskådare: 10 200 | Nederländerna | 1 - 3 | Turkiet       | 14-25, 25-23, 23-25, 18-25        |
| 17 maj 2024 Antalya Spor Salonu, Antalya Speltid: 1:11 - Åskådare: 970    | Japan         | 3 - 0 | Tyskland      | 25-21, 25-15, 25-22               |
| 17 maj 2024 Antalya Spor Salonu, Antalya Speltid: 1:13 - Åskådare: 1 440  | Frankrike     | 0 - 3 | Polen         | 20-25, 16-25, 17-25               |
| 17 maj 2024 Antalya Spor Salonu, Antalya Speltid: 1:12 - Åskådare: 3 130  | Italien       | 3 - 0 | Bulgarien     | 25-11, 25-22, 25-19               |
| 18 maj 2024 Antalya Spor Salonu, Antalya Speltid: 1:15 - Åskådare: 1 020  | Polen         | 3 - 0 | Nederländerna | 25-20, 26-24, 25-18               |
| 18 maj 2024 Antalya Spor Salonu, Antalya Speltid: 1:43 - Åskådare: 1 391  | Frankrike     | 3 - 1 | Bulgarien     | 19-25, 25-21, 25-11, 29-27        |
| 18 maj 2024 Antalya Spor Salonu, Antalya Speltid: 1:38 - Åskådare: 11 000 | Italien       | 3 - 1 | Turkiet       | 25-27, 25-21, 25-21, 25-19        |
| 19 maj 2024 Antalya Spor Salonu, Antalya Speltid: 1:52 - Åskådare: 699    | Tyskland      | 1 - 3 | Nederländerna | 21-25, 25-21, 23-25, 20-25        |
| 19 maj 2024 Antalya Spor Salonu, Antalya Speltid: 1:18 - Åskådare: 2 312  | Polen         | 3 - 0 | Japan         | 26-24, 25-20, 25-23               |
| 19 maj 2024 Antalya Spor Salonu, Antalya Speltid: 1:14 - Åskådare: 10 336 | Frankrike     | 0 - 3 | Turkiet       | 19-25, 16-25, 19-25               |

##### Grupp 2
| 14 maj 2024 Ginásio do Maracanãzinho, Rio de Janeiro Speltid: 1:03 - Åskådare: 1 910 | Kina                    | 3 - 0 | Sydkorea                | 25-15, 25-16, 25-14        |
| 14 maj 2024 Ginásio do Maracanãzinho, Rio de Janeiro Speltid: 1:44 - Åskådare: 6 145 | Brasilien               | 3 - 1 | Kanada                  | 26-24, 23-25, 26-24, 25-12 |
| 15 maj 2024 Ginásio do Maracanãzinho, Rio de Janeiro Speltid: 1:37 - Åskådare: ?     | USA                     | 3 - 1 | Thailand                | 25-22, 19-25, 25-12, 25-18 |
| 15 maj 2024 Ginásio do Maracanãzinho, Rio de Janeiro Speltid: 1:40 - Åskådare: 1 130 | Serbien                 | 1 - 3 | Dominikanska republiken | 18-25, 17-25, 25-21, 20-25 |
| 16 maj 2024 Ginásio do Maracanãzinho, Rio de Janeiro Speltid: 1:04 - Åskådare: 6 263 | Brasilien               | 3 - 0 | Sydkorea                | 25-15, 25-19, 25-17        |
| 16 maj 2024 Ginásio do Maracanãzinho, Rio de Janeiro Speltid: 1:45 - Åskådare: 3 702 | Kina                    | 3 - 1 | USA                     | 23-25, 25-23, 25-22, 25-19 |
| 16 maj 2024 Ginásio do Maracanãzinho, Rio de Janeiro Speltid: 1:21 - Åskådare: 468   | Dominikanska republiken | 0 - 3 | Kanada                  | 20-25, 21-25, 22-25        |
| 17 maj 2024 Ginásio do Maracanãzinho, Rio de Janeiro Speltid: 1:22 - Åskådare: 769   | Serbien                 | 3 - 0 | Thailand                | 25-13, 29-27, 25-19        |
| 17 maj 2024 Ginásio do Maracanãzinho, Rio de Janeiro Speltid: 1:50 - Åskådare: 4 328 | Kina                    | 1 - 3 | Kanada                  | 22-25, 25-20, 23-25, 22-25 |
| 17 maj 2024 Ginásio do Maracanãzinho, Rio de Janeiro Speltid: 1:41 - Åskådare: 9 119 | Brasilien               | 3 - 1 | USA                     | 25-22, 25-16, 18-25, 25-19 |
| 18 maj 2024 Ginásio do Maracanãzinho, Rio de Janeiro Speltid: 1:36 - Åskådare: 2 305 | Serbien                 | 1 - 3 | Kina                    | 25-21, 15-25, 18-25, 18-25 |
| 18 maj 2024 Ginásio do Maracanãzinho, Rio de Janeiro Speltid: 1:06 - Åskådare: 1 254 | Sydkorea                | 0 - 3 | Dominikanska republiken | 13-25, 19-25, 20-25        |
| 18 maj 2024 Ginásio do Maracanãzinho, Rio de Janeiro Speltid: 1:37 - Åskådare: 387   | Thailand                | 1 - 3 | Kanada                  | 21-25, 13-25, 25-20, 17-25 |
| 19 maj 2024 Ginásio do Maracanãzinho, Rio de Janeiro Speltid: 1:14 - Åskådare: 9 212 | Brasilien               | 3 - 0 | Serbien                 | 25-15, 25-19, 25-19        |
| 19 maj 2024 Ginásio do Maracanãzinho, Rio de Janeiro Speltid: 1:18 - Åskådare: 2 437 | USA                     | 3 - 0 | Dominikanska republiken | 25-23, 25-20, 25-18        |
| 19 maj 2024 Ginásio do Maracanãzinho, Rio de Janeiro Speltid: 1:43 - Åskådare: 438   | Thailand                | 1 - 3 | Sydkorea                | 19-25, 25-23, 16-25, 18-25 |

#### Andra veckan

##### Grupp 3
| 28 maj 2024 Fórum de Macau, Macao Speltid: 1:36 - Åskådare: 1 059 | Thailand                | 3 - 1 | Dominikanska republiken | 25-22, 20-25, 25-17, 26-24        |
| 28 maj 2024 Fórum de Macau, Macao Speltid: 2:02 - Åskådare: 2 071 | Brasilien               | 3 - 2 | Japan                   | 24-26, 26-24, 19-25, 25-20, 15-11 |
| 29 maj 2024 Fórum de Macau, Macao Speltid: 1:03 - Åskådare: 1 279 | Italien                 | 3 - 0 | Frankrike               | 25-15, 25-14, 25-14               |
| 29 maj 2024 Fórum de Macau, Macao Speltid: 1:48 - Åskådare: 3 126 | Nederländerna           | 1 - 3 | Kina                    | 25–21, 23-25, 23-25, 21-25        |
| 30 maj 2024 Fórum de Macau, Macao Speltid: 1:02 - Åskådare: 684   | Dominikanska republiken | 0 - 3 | Italien                 | 12-25, 19-25, 21-25               |
| 30 maj 2024 Fórum de Macau, Macao Speltid: 1:06 - Åskådare: 1 011 | Frankrike               | 0 - 3 | Japan                   | 14-25, 18-25, 15-25               |
| 30 maj 2024 Fórum de Macau, Macao Speltid: 1:38 - Åskådare: 2 034 | Brasilien               | 3 - 1 | Nederländerna           | 25-17, 20-25, 25-20, 25-18        |
| 31 maj 2024 Fórum de Macau, Macao Speltid: 1:53 - Åskådare: 761   | Frankrike               | 2 - 3 | Thailand                | 23-25, 21-25, 25-23, 25-20, 7-15  |
| 31 maj 2024 Fórum de Macau, Macao Speltid: 1:31 - Åskådare: 2 700 | Nederländerna           | 3 - 1 | Dominikanska republiken | 25-17, 23-25, 25-21, 25-17        |
| 31 maj 2024 Fórum de Macau, Macao Speltid: 1:38 - Åskådare: 5 463 | Japan                   | 3 - 1 | Kina                    | 25-22, 19-25, 25-18, 25-17        |
| 1 juni 2024 Fórum de Macau, Macao Speltid: 1:55 - Åskådare: 3 300 | Brasilien               | 3 - 2 | Italien                 | 26-24, 25-27, 18-25, 25-19, 15-10 |
| 1 juni 2024 Fórum de Macau, Macao Speltid: 1:43 - Åskådare: 3 435 | Dominikanska republiken | 1 - 3 | Japan                   | 20-25, 25-23, 24-26, 23-25        |
| 1 juni 2024 Fórum de Macau, Macao Speltid: 1:12 - Åskådare: 5 216 | Thailand                | 0 - 3 | Kina                    | 23-25, 17-25, 18-25               |
| 2 juni 2024 Fórum de Macau, Macao Speltid: 1:05 - Åskådare: 2 019 | Frankrike               | 0 - 3 | Nederländerna           | 17-25, 10-25, 21-25               |
| 2 juni 2024 Fórum de Macau, Macao Speltid: 1:07 - Åskådare: 3 513 | Brasilien               | 3 - 0 | Thailand                | 25-22, 25-14, 25-17               |
| 2 juni 2024 Fórum de Macau, Macao Speltid: 1:07 - Åskådare: 5 569 | Italien                 | 3 - 0 | Kina                    | 25-23, 25-19, 25-16               |

##### Grupp 4
| 28 maj 2024 College Park Center, Arlington Speltid: 1:39 - Åskådare: 454   | Polen     | 3 - 1 | Serbien   | 25-16, 23-25, 25-18, 25-22        |
| 28 maj 2024 College Park Center, Arlington Speltid: 1:45 - Åskådare: 1 149 | Kanada    | 1 - 3 | USA       | 22-25, 17-25, 25-23, 20-25        |
| 29 maj 2024 College Park Center, Arlington Speltid: 2:04 - Åskådare: 273   | Sydkorea  | 2 - 3 | Bulgarien | 23-25, 25-20, 26-24, 21-25, 13-15 |
| 29 maj 2024 College Park Center, Arlington Speltid: 1:54 - Åskådare: 260   | Tyskland  | 1 - 3 | Turkiet   | 25-20, 20-25, 9-25, 24-26         |
| 30 maj 2024 College Park Center, Arlington Speltid: 1:05 - Åskådare: 194   | Sydkorea  | 0 - 3 | Polen     | 20-25, 20-25, 10-25               |
| 30 maj 2024 College Park Center, Arlington Speltid: 1:06 - Åskådare: 100   | Kanada    | 3 - 0 | Tyskland  | 25-20, 25-15, 25-22               |
| 30 maj 2024 College Park Center, Arlington Speltid: 1:50 - Åskådare: 650   | Serbien   | 1 - 3 | Turkiet   | 18-25, 31-33, 25-21, 21-25        |
| 31 maj 2024 College Park Center, Arlington Speltid: 1:14 - Åskådare: 466   | Tyskland  | 0 - 3 | Polen     | 23-25, 20-25, 21-25               |
| 31 maj 2024 College Park Center, Arlington Speltid: 1:54 - Åskådare: 200   | Serbien   | 3 - 1 | Kanada    | 25-22, 21-25, 26-24, 25-20        |
| 31 maj 2024 College Park Center, Arlington Speltid: 1:18 - Åskådare: 1 700 | Bulgarien | 0 - 3 | USA       | 17-25, 22-25, 22-25               |
| 1 juni 2024 College Park Center, Arlington Speltid: 1:06 - Åskådare: 1 850 | Sydkorea  | 0 - 3 | Turkiet   | 20-25, 15-25, 20-25               |
| 1 juni 2024 College Park Center, Arlington Speltid: 1:51 - Åskådare: 2 100 | Polen     | 3 - 1 | USA       | 29-27, 25-22, 20-25, 25-23        |
| 1 juni 2024 College Park Center, Arlington Speltid: 1:40 - Åskådare: 150   | Serbien   | 3 - 1 | Bulgarien | 18-25, 25-21, 25-17, 25-16        |
| 2 juni 2024 College Park Center, Arlington Speltid: 1:01 - Åskådare: 877   | Sydkorea  | 0 - 3 | Kanada    | 15-25, 12-25, 18-25               |
| 2 juni 2024 College Park Center, Arlington Speltid: 1:57 - Åskådare: 4 000 | USA       | 2 - 3 | Turkiet   | 25-21, 20-25, 21-25, 25-12, 12-15 |
| 2 juni 2024 College Park Center, Arlington Speltid: 1:35 - Åskådare: 941   | Bulgarien | 1 - 3 | Tyskland  | 19-25, 25-21, 21-25, 11-25        |

#### Tredje veckan

##### Grupp 5
| 11 juni 2024 Hong Kong Coliseum, Hong Kong Speltid: 1:35 - Åskådare: 6 058  | Tyskland                | 1 - 3 | Dominikanska republiken | 24-26, 25-21, 21-25, 21-25        |
| 11 juni 2024 Hong Kong Coliseum, Hong Kong Speltid: 1:01 - Åskådare: 8 715  | Bulgarien               | 0 - 3 | Kina                    | 15-25, 12-25, 17-25               |
| 12 juni 2024 Hong Kong Coliseum, Hong Kong Speltid: 1:00 - Åskådare: 4 649  | Turkiet                 | 3 - 0 | Thailand                | 25-17, 25-17, 25-17               |
| 12 juni 2024 Hong Kong Coliseum, Hong Kong Speltid: 1:31 - Åskådare: 6 826  | Brasilien               | 3 - 1 | Polen                   | 22-25, 25-17, 25-17, 25-16        |
| 13 juni 2024 Hong Kong Coliseum, Hong Kong Speltid: 1:55 - Åskådare: 2 885  | Bulgarien               | 2 - 3 | Thailand                | 23-25, 25-22, 18-25, 25-22, 10-15 |
| 13 juni 2024 Hong Kong Coliseum, Hong Kong Speltid: 1:38 - Åskådare: 4 418  | Tyskland                | 1 - 3 | Brasilien               | 20-25, 22-25, 25-21, 24-26        |
| 13 juni 2024 Hong Kong Coliseum, Hong Kong Speltid: 1:19 - Åskådare: 5 603  | Dominikanska republiken | 1 - 3 | Turkiet                 | 25-17, 15-25, 17-25, 18-25        |
| 14 juni 2024 Hong Kong Coliseum, Hong Kong Speltid: 1:05 - Åskådare: 3 890  | Bulgarien               | 0 - 3 | Brasilien               | 11-25, 11-25, 23-25               |
| 14 juni 2024 Hong Kong Coliseum, Hong Kong Speltid: 1:19 - Åskådare: 5 869  | Dominikanska republiken | 0 - 3 | Polen                   | 31-33, 20-25, 16-25               |
| 14 juni 2024 Hong Kong Coliseum, Hong Kong Speltid: 1:10 - Åskådare: 10 192 | Kina                    | 3 - 0 | Tyskland                | 25-19, 25-17, 25-18               |
| 15 juni 2024 Hong Kong Coliseum, Hong Kong Speltid: 1:56 - Åskådare: 4 510  | Dominikanska republiken | 2 - 3 | Bulgarien               | 26-24, 23-25, 22-25, 26-24, 13-15 |
| 15 juni 2024 Hong Kong Coliseum, Hong Kong Speltid: 1:06 - Åskådare: 8 532  | Polen                   | 3 - 0 | Thailand                | 25-15, 25-23, 25-17               |
| 15 juni 2024 Hong Kong Coliseum, Hong Kong Speltid: 1:50 - Åskådare: 10 452 | Kina                    | 3 - 2 | Turkiet                 | 21-25, 17-25, 25-21, 25-23, 15-13 |
| 16 juni 2024 Hong Kong Coliseum, Hong Kong Speltid: 1:10 - Åskådare: 6 489  | Tyskland                | 3 - 0 | Thailand                | 25-17, 25-21, 25-20               |
| 16 juni 2024 Hong Kong Coliseum, Hong Kong Speltid: 0:59 - Åskådare: 9 710  | Turkiet                 | 0 - 3 | Brasilien               | 14-25, 14-25, 19-25               |
| 16 juni 2024 Hong Kong Coliseum, Hong Kong Speltid: 1:05 - Åskådare: 10 542 | Kina                    | 3 - 0 | Polen                   | 25-23, 25-15, 25-19               |

##### Grupp 6
| 11 juni 2024 Fukuoka Convention Center, Fukuoka Speltid: 1:13 - Åskådare: 311   | USA           | 3 - 0 | Frankrike     | 25-15, 26-24, 25-20               |
| 11 juni 2024 Fukuoka Convention Center, Fukuoka Speltid: 1:00 - Åskådare: 420   | Italien       | 3 - 0 | Kanada        | 25-16, 25-15, 25-14               |
| 12 juni 2024 Fukuoka Convention Center, Fukuoka Speltid: 1:29 - Åskådare: 468   | Nederländerna | 3 - 1 | Serbien       | 25-20, 25-21, 18-25, 25-12        |
| 12 juni 2024 Fukuoka Convention Center, Fukuoka Speltid: 1:06 - Åskådare: 7 612 | Sydkorea      | 0 - 3 | Japan         | 16-25, 16-25, 23-25               |
| 13 juni 2024 Fukuoka Convention Center, Fukuoka Speltid: 1:21 - Åskådare: 1 262 | Nederländerna | 0 - 3 | USA           | 21-25, 20-25, 22-25               |
| 13 juni 2024 Fukuoka Convention Center, Fukuoka Speltid: 1:59 - Åskådare: 1 498 | Frankrike     | 2 - 3 | Sydkorea      | 23-25, 25-21, 25-17, 22-25, 13-15 |
| 13 juni 2024 Fukuoka Convention Center, Fukuoka Speltid: 1:54 - Åskådare: 7 605 | Japan         | 2 - 3 | Kanada        | 25-23, 25-22, 20-25, 21-25, 14-16 |
| 14 juni 2024 Fukuoka Convention Center, Fukuoka Speltid: 1:39 - Åskådare: 767   | Serbien       | 1 - 3 | Frankrike     | 22-25, 25-22, 23-25, 21-25        |
| 14 juni 2024 Fukuoka Convention Center, Fukuoka Speltid: 1:16 - Åskådare: 998   | Kanada        | 0 - 3 | Nederländerna | 24-26, 16-25, 23-25               |
| 14 juni 2024 Fukuoka Convention Center, Fukuoka Speltid: 0:56 - Åskådare: 1 250 | Italien       | 3 - 0 | Sydkorea      | 25-16, 25-11, 25-13               |
| 15 juni 2024 Fukuoka Convention Center, Fukuoka Speltid: 1:14 - Åskådare: 1 366 | Kanada        | 3 - 0 | Frankrike     | 25-14, 25-18, 31-29               |
| 15 juni 2024 Fukuoka Convention Center, Fukuoka Speltid: 1:35 - Åskådare: 2 195 | Italien       | 3 - 1 | USA           | 25-17, 19-25, 25-15, 25-21        |
| 15 juni 2024 Fukuoka Convention Center, Fukuoka Speltid: 1:09 - Åskådare: 7 678 | Japan         | 3 - 0 | Serbien       | 25-22, 25-18, 25-15               |
| 16 juni 2024 Fukuoka Convention Center, Fukuoka Speltid: 1:02 - Åskådare: 1 673 | Nederländerna | 3 - 0 | Sydkorea      | 25-21, 25-11, 25-17               |
| 16 juni 2024 Fukuoka Convention Center, Fukuoka Speltid: 1:32 - Åskådare: 2 375 | Serbien       | 1 - 3 | Italien       | 20-25, 25-20, 23-25, 22-25        |
| 16 juni 2024 Fukuoka Convention Center, Fukuoka Speltid: 1:12 - Åskådare: 7 618 | Japan         | 0 - 3 | USA           | 15-25, 18-25, 24-26               |

#### Sluttabell
| Pos. | Lag                     | Pt | G  | V  | P  | VS | FS | Kvot  | VP    | FP    | Kvot  |
| ---- | ----------------------- | -- | -- | -- | -- | -- | -- | ----- | ----- | ----- | ----- |
| 1.   | Brasilien               | 34 | 12 | 12 | 0  | 36 | 9  | 4,000 | 1 075 | 873   | 1,231 |
| 2.   | Italien                 | 31 | 12 | 10 | 2  | 32 | 10 | 3,200 | 1 010 | 812   | 1,243 |
| 3.   | Polen                   | 30 | 12 | 10 | 2  | 31 | 8  | 3,875 | 942   | 838   | 1,124 |
| 4.   | Kina                    | 26 | 12 | 9  | 3  | 29 | 14 | 2,071 | 1 000 | 886   | 1,128 |
| 5.   | Japan                   | 25 | 12 | 8  | 4  | 28 | 16 | 1,750 | 1 011 | 909   | 1,112 |
| 6.   | Turkiet                 | 25 | 12 | 8  | 4  | 29 | 18 | 1,611 | 1 060 | 977   | 1,084 |
| 7.   | USA                     | 22 | 12 | 7  | 5  | 27 | 17 | 1,588 | 1 018 | 944   | 1,078 |
| 8.   | Nederländerna           | 21 | 12 | 7  | 5  | 24 | 18 | 1,333 | 965   | 903   | 1,068 |
| 9.   | Kanada                  | 20 | 12 | 7  | 5  | 24 | 19 | 1,263 | 975   | 945   | 1,031 |
| 10.  | Dominikanska republiken | 10 | 12 | 3  | 9  | 15 | 29 | 0,517 | 956   | 1 029 | 0,929 |
| 11.  | Serbien                 | 9  | 12 | 3  | 9  | 16 | 29 | 0,551 | 968   | 1 058 | 0,914 |
| 12.  | Tyskland                | 9  | 12 | 3  | 9  | 14 | 28 | 0,500 | 907   | 974   | 0,931 |
| 13.  | Thailand                | 7  | 12 | 3  | 9  | 12 | 32 | 0,375 | 878   | 1 031 | 0,851 |
| 14.  | Frankrike               | 8  | 12 | 2  | 10 | 10 | 32 | 0,312 | 827   | 993   | 0,832 |
| 15.  | Sydkorea                | 6  | 12 | 2  | 10 | 8  | 33 | 0,242 | 751   | 970   | 0,774 |
| 16.  | Bulgarien               | 5  | 12 | 2  | 10 | 11 | 34 | 0,323 | 863   | 1 064 | 0,811 |

      Kvalificerade för finalrundan.

### Slutspelsrundann
|  | Kvartsfinaler | Kvartsfinaler | Kvartsfinaler |         |   | Semifinaler | Semifinaler | Semifinaler |   |                     | Final               | Final               | Final |  |
|  |               |               |               |         |   |             |             |             |   |                     |                     |                     |       |  |
|  | 1             | Brasilien     | 3             |         |   |             |             |             |   |                     |                     |                     |       |  |
|  | 1             | Brasilien     | 3             |         |   |             |             |             |   |                     |                     |                     |       |  |
|  | 13            | Thailand      | 0             |         |   |             |             |             |   |                     |                     |                     |       |  |
|  | 13            | Thailand      | 0             |         | 1 | Brasilien   | 2           |             |   |                     |                     |                     |       |  |
|  |               |               |               |         | 1 | Brasilien   | 2           |             |   |                     |                     |                     |       |  |
|  |               |               | 5             | Japan   | 3 |             |             |             |   |                     |                     |                     |       |  |
|  | 4             | Kina          | 5             | Japan   | 3 | 0           |             |             |   |                     |                     |                     |       |  |
|  | 4             | Kina          |               |         |   |             |             |             |   |                     |                     |                     |       |  |
|  | 5             | Japan         | 3             |         |   |             |             |             |   |                     |                     |                     |       |  |
|  | 5             | Japan         | 3             |         | 5 | Japan       | 1           |             |   |                     |                     |                     |       |  |
|  |               |               |               |         |   |             |             |             |   |                     |                     |                     |       |  |
|  |               |               | 2             | Italien | 3 |             |             |             |   |                     |                     |                     |       |  |
|  | 2             | Italien       | 2             | Italien | 3 | 3           |             |             |   |                     |                     |                     |       |  |
|  | 2             | Italien       |               |         |   | 3           |             |             |   |                     |                     |                     |       |  |
|  | 7             | USA           | 0             |         |   |             |             |             |   |                     |                     |                     |       |  |
|  | 7             | USA           | 0             |         | 2 | Italien     | 3           |             |   | Match om tredjepris | Match om tredjepris | Match om tredjepris |       |  |
|  |               |               |               |         | 2 | Italien     | 3           |             |   |                     |                     |                     |       |  |
|  |               |               | 3             | Polen   | 0 |             |             |             |   |                     |                     |                     |       |  |
|  | 3             | Polen         | 3             | Polen   | 0 | 3           |             |             | 1 | Brasilien           | 2                   |                     |       |  |
|  | 3             | Polen         |               |         |   |             |             |             | 1 | Brasilien           | 2                   |                     |       |  |
|  | 6             | Turkiet       | 2             |         |   | 3           | Polen       | 3           |   |                     |                     |                     |       |  |

#### Kvartsfinaler
| 20 juni 2024 Palazzo dello Sport Huamark, Bangkok Speltid: 1:10 - Åskådare: 5 125 | Kina      | 0 - 3 | Japan    | 21-25, 21-25, 22-25               |
| 20 juni 2024 Palazzo dello Sport Huamark, Bangkok Speltid: 1:07 - Åskådare: 6 257 | Brasilien | 3 - 0 | Thailand | 25-21, 25-20, 25-23               |
| 21 juni 2024 Palazzo dello Sport Huamark, Bangkok Speltid: 1:11 - Åskådare: 5 351 | Italien   | 3 - 0 | USA      | 25-21, 25-21, 25-23               |
| 21 juni 2024 Palazzo dello Sport Huamark, Bangkok Speltid: 1:48 - Åskådare: 5 660 | Polen     | 3 - 2 | Turkiet  | 20-25, 25-22, 25-20, 19-25, 15-11 |

#### Semifinaler
| 22 juni 2024 Palazzo dello Sport Huamark, Bangkok Speltid: 1:06 - Åskådare: 5 637 | Italien   | 3 - 0 | Polen | 25-18, 25-17, 25-12               |
| 22 juni 2024 Palazzo dello Sport Huamark, Bangkok Speltid: 1:56 - Åskådare: 6 150 | Brasilien | 2 - 3 | Japan | 24-26, 25-20, 21-25, 25-22, 12-15 |

#### Match om tredjepris
| 23 juni 2024 Palazzo dello Sport Huamark, Bangkok Speltid: 1:50 - Åskådare: 5 904 | Brasilien | 2 - 3 | Polen | 21-25, 28-26, 21-25, 25-19, 9-15 |

#### Final
| 23 juni 2024 Palazzo dello Sport Huamark, Bangkok Speltid: 1:39 - Åskådare: 6 033 | Japan | 1 - 3 | Italien | 17-25, 17-25, 25-21, 20-25 |

## Slutplaceringar
| Pos | Lag                     |
| --- | ----------------------- |
|     | Italien                 |
|     | Japan                   |
|     | Polen                   |
| 4.  | Brasilien               |
| 5.  | Kina                    |
| 6.  | Turkiet                 |
| 7.  | USA                     |
| 8.  | Thailand                |
| 9.  | Nederländerna           |
| 10. | Kanada                  |
| 11. | Dominikanska republiken |
| 12. | Serbien                 |
| 13. | Tyskland                |
| 14. | Frankrike               |
| 15. | Sydkorea                |
| 16. | Bulgarien               |

## Individuella utmärkelser
| Utmärkelse              | Namn                 | Lag     |
| ----------------------- | -------------------- | ------- |
| Mest värdefulla spelare | Paola Egonu          | Italien |
| Bästa passare           | Alessia Orro         | Italien |
| Bästa högerspiker       | Paola Egonu          | Italien |
| Bästa vänsterspiker     | Sarina Koga          | Japan   |
| Bästa vänsterspiker     | Myriam Sylla         | Italien |
| Bästa center            | Agnieszka Kąkolewska | Polen   |
| Bästa center            | Sarah Fahr           | Italien |
| Bästa libero            | Manami Kojima        | Japan   |

## Statistik
| Vunna poäng | Vunna poäng           | Vunna poäng | Vunna poäng |
| Pos.        | Namn                  | Poäng       | Lag         |
| ----------- | --------------------- | ----------- | ----------- |
| 1           | Melissa Vargas        | 293         | Turkiet     |
| 2           | Sarina Koga           | 272         | Japan       |
| 3           | Gabriela Guimarães    | 249         | Brasilien   |
| 4           | Kiera van Ryk         | 236         | Kanada      |
| 5           | Magdalena Stysiak     | 228         | Polen       |
| 6           | Li Yingying           | 213         | Kina        |
| 7           | Mayu Ishikawa         | 209         | Japan       |
| 8           | Alexa Gray            | 205         | Kanada      |
| 9           | Paola Egonu           | 188         | Italien     |
| 10          | Ana Cristina de Souza | 173         | Brasilien   |

| Vunna attacker | Vunna attacker     | Vunna attacker | Vunna attacker          |
| Pos.           | Namn               | Poäng          | Lag                     |
| -------------- | ------------------ | -------------- | ----------------------- |
| 1              | Sarina Koga        | 252            | Japan                   |
| 2              | Melissa Vargas     | 246            | Turkiet                 |
| 3              | Gabriela Guimarães | 224            | Brasilien               |
| 4              | Kiera van Ryk      | 212            | Kanada                  |
| 5              | Mayu Ishikawa      | 195            | Japan                   |
| 6              | Magdalena Stysiak  | 194            | Polen                   |
| 7              | Li Yingying        | 192            | Kina                    |
| 8              | Alexa Gray         | 183            | Kanada                  |
| 9              | Paola Egonu        | 153            | Italien                 |
| 10             | Yonkaira Peña      | 145            | Dominikanska republiken |

| Vunna block | Vunna block           | Vunna block | Vunna block |
| Pos.        | Namn                  | Poäng       | Lag         |
| ----------- | --------------------- | ----------- | ----------- |
| 1           | Ana Carolina da Silva | 50          | Brasilien   |
| 2           | Agnieszka Kąkolewska  | 36          | Polen       |
| 3           | Hena Kurtagić         | 33          | Serbien     |
| 4           | Emily Maglio          | 32          | Kanada      |
| 5           | Anna Danesi           | 31          | Italien     |
| 5           | Aslı Kalaç            | 31          | Turkiet     |
| 7           | Wang Yuanyuan         | 28          | Kina        |
| 8           | Camilla Weitzel       | 27          | Tyskland    |
| 9           | Magdalena Stysiak     | 26          | Polen       |
| 10          | Melissa Vargas        | 25          | Turkiet     |
| 10          | Thaísa de Menezes     | 25          | Brasilien   |

| Serveess | Serveess              | Serveess | Serveess  |
| Pos.     | Namn                  | Poäng    | Lag       |
| -------- | --------------------- | -------- | --------- |
| 1        | Melissa Vargas        | 22       | Turkiet   |
| 2        | Camilla Weitzel       | 19       | Tyskland  |
| 3        | Chatchu-On Moksri     | 16       | Thailand  |
| 4        | Ekaterina Antropova   | 14       | Italien   |
| 4        | Paola Egonu           | 14       | Italien   |
| 4        | Merelin Nikolova      | 14       | Bulgarien |
| 7        | Li Yingying           | 13       | Kina      |
| 7        | Roberta Ratzke        | 13       | Brasilien |
| 7        | Ana Cristina de Souza | 13       | Brasilien |
| 7        | Júlia Bergmann        | 13       | Brasilien |
| 7        | Alexa Gray            | 13       | Kanada    |
| 7        | Sarina Koga           | 13       | Japan     |